# Jiménez (Coahuila)
Jiménez è un comune del Messico, situato nello stato di Coahuila.